# (39774) 1997 GO27
1997 جي أو 27 (ويعرف أيضًا باسم (39774) 1997 جي أو 27 وفق تسمية الكوكب الصغير) (بالإنجليزية: 1997 GO27)‏ هو كويكب ضمن حزام الكويكبات؛ وترتيبه 39774 من حيث الاكتشاف.
اكتُشف هذا الجُرم الفلكي بواسطة سبيس واتش في 12 أبريل 1997.

## وصلات خارجية
- (39774) 1997 GO27 في قاعدة بيانات مختبر الدفع النفاث لأجرام النظام الشمسي الصغيرة

- الاكتشاف · مخطط المدار ·  العناصر المدارية · المعلمات المادية

- (39774) 1997 GO27 على موقع ويكي سكاي: DSS2, SDSS, GALEX, IRAS, Hydrogen α, X-Ray, Astrophoto, Sky Map, Articles and images